# Mauro Pili
Mauro Pili (Carbonia, 16 d'octubre de 1966) és un polític sard. Militant del partit Forza Italia, treballà al diari La Nuova Sardegna i del 1993 al 1999 fou alcalde d'Iglesias. A les eleccions regionals de Sardenya de 1999 fou escollit membre del Consell Regional de Sardenya, i fou nomenat President de Sardenya el 1999 i el 2001-2003 amb suport de Forza Italia, Alleanza Nazionale, CCD i Riformatori Sardi, i els mandats es caracteritzaren per les crisis internes de la coalició. Fou candidat del centredreta a les eleccions regionals de 2004, però va perdre davant el candidat de centreesquerra Renato Soru.
Posteriorment ha estat elegit diputat a les eleccions legislatives italianes de 2006 i 2008 pel Poble de la Llibertat.